# Nikita Akinfievitch Demidoff
Pour les articles homonymes, voir Nikita.
Pour les autres membres de la famille, voir famille Demidoff.
 (février 2019).
Si vous disposez d'ouvrages ou d'articles de référence ou si vous connaissez des sites web de qualité traitant du thème abordé ici, merci de compléter l'article en donnant les références utiles à sa vérifiabilité et en les liant à la section « Notes et références ».
Nikita Akinfievitch Demidoff est un industriel et mécène russe, né le 19 septembre 1724 et mort le 27 décembre 1789 .

## Biographie

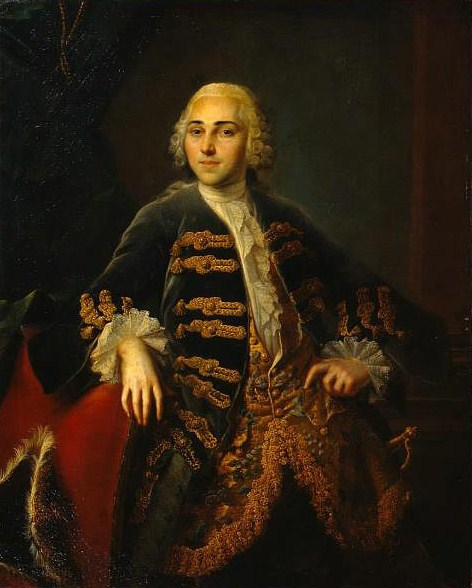
Nikita Demidoff par Louis Tocqué.

Fils cadet d'Akinfi Demidoff et frère de Prokofi Demidoff, Nikita Akinfievitch Demidoff hérita de mines et d'usines métallurgiques dans l'Oural et en Sibérie. 
Grand propriétaire terrien, il possédait des propriétés en Russie centrale et du sud, ainsi qu'en Italie. 
À sa mort, il laissa à son fils Nicolas Demidoff, qu'il eut avec sa troisième épouse Alexandra Safonova, huit usines métallurgiques produisant un énorme revenu annuel, et 12 000 serfs.
Scientifique amateur, il fut le premier membre de la famille Demidoff à protéger activement les sciences et les arts.
Il fut un grand voyageur, se familiarisant avec les innovations industrielles, les mœurs et la culture des pays d'Europe. Il publia en 1786 un Journal de ses voyages à l'étranger. 
Il correspondit avec Voltaire et Diderot, et il créa en 1779 une médaille destinée à récompenser une réussite dans le domaine de la mécanique, décernée par l'Académie des sciences de Russie. 